# Grundfläche (Architektur)

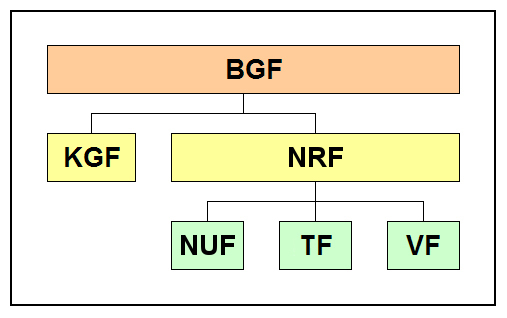
Aufteilung der Grundfläche nach DIN 277:2016

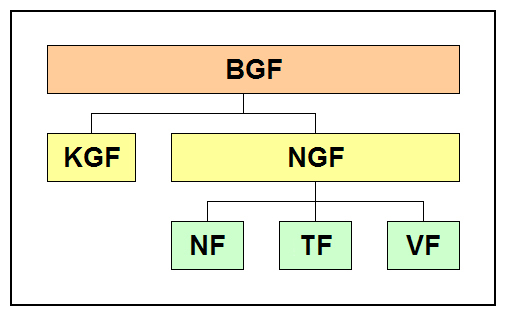
Frühere Aufteilung der Grundfläche nach der ehemaligen DIN 277:2005

Die Grundfläche eines Gebäudes ist im ursprünglichen Sinne jene Fläche, mit der ein Gebäude den Boden berührt. Sie ist in diesem Sinne gleichzusetzen mit der „bebauten Fläche“ (im Gegensatz zur „überbauten Fläche“, die auch Dachüberstände und Vordächer beinhaltet). Die Grundfläche wird in Fußbodenhöhe an den fertigen Wandoberflächen gemessen, also inklusive Wärmedämmung, Außenputz, Verblendmauerwerk oder Holzverkleidungen.
Im weiteren Sinne bezeichnet die Grundfläche auch die Flächen, die die oberen Geschosse in Fußbodenhöhe einnehmen. Sie ist dann im Prinzip mit der Geschossfläche des Bauplanungsrechts vergleichbar.
Die Brutto-Grundfläche (BGF) (nach den Außenmaßen des Gebäudes) wird nach DIN 277 in die nutzbare Netto-Raumfläche (NRF) (in der Norm von 2005 Netto-Grundfläche) und die Konstruktions-Grundfläche (KGF) (Wände, Stützen etc.) unterteilt. Die Netto-Raumfläche wiederum setzt sich aus der reinen Nutzungsfläche (NUF), der Verkehrsfläche (VF) sowie der Technikfläche (TF) (bis 2016 als technische Funktionsfläche (TF) und vor 2005 als Funktionsfläche (FF) bezeichnet) zusammen.
Die Wohnfläche als Sonderform der Nutzungsfläche wird nach der Wohnflächenverordnung ermittelt.
Die einzelnen Flächen dienen der Ermittlung der Kosten im Hochbau und dem Vergleich von Gebäuden. Die Begriffe und Berechnungsgrundlagen wurden in der DIN 277 in der Fassung von 1987 definiert, die in den Jahren 1993, 2005 und 2016 novelliert wurde. Mit der Novellierung aus 2005 sind die Begriffe Hauptnutzfläche (HNF) und Nebennutzfläche (NNF) entfallen. Mit der Novellierung aus 2016 wurde der Begriff „Netto-Grundfläche (NGF)“ geändert in „Netto-Raumfläche (NRF)“ und die „Nutzfläche (NF)“ wurde umbenannt in „Nutzungsfläche (NUF)“.

## Brutto-Grundfläche

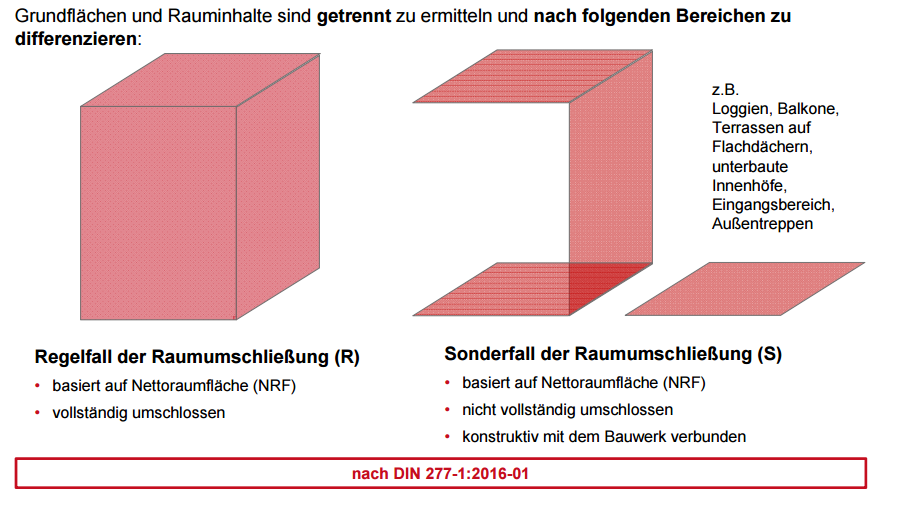
Schematische Darstellung von Regelfall und Sonderfall der Raumumgrenzung

Brutto-Grundfläche (BGF) bezeichnet diejenige Fläche, die sich aus der Summe aller Grundflächen aller Grundrissebenen eines Gebäudes errechnet. Sie ist geschossweise zu ermitteln. Nach der 2016 neu erschienenen DIN 277 wird nur noch zwischen dem Regelfall (R) und dem Sonderfall (S) für die Ermittlung der Brutto-Grundfläche unterschieden.
- Der Regelfall stellt alle Räume und Grundflächen dar, die vollständig umschlossen sind.
- Der Sonderfall bezieht sich auf Räume und Grundflächen, die mit dem Bauwerk konstruktiv verbunden sind, jedoch nicht vollständig umschlossen sind[1], z. B.:
  - Loggien
  - Terrassen auf Flachdächern
  - Balkone
  - unterbaute Innenhöfe
  - Eingangsbereiche
  - baukonstruktiv mit dem Gebäude verbundene, außenliegende Erschließungsanlagen, wie etwa Außentreppen[1]

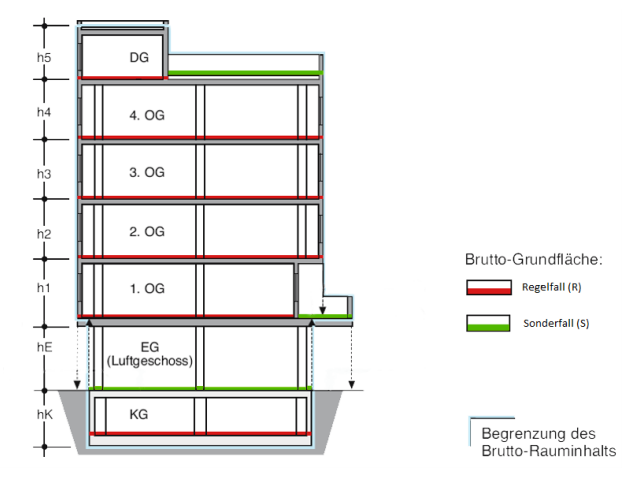
Beispiel zur Ermittlung der Brutto-Grundfläche: Unterkellertes, aufgestelztes Gebäude mit Balkon im I. Obergeschoss und Dachgarten in der Höhe des Dachgeschosses. Das Erdgeschoss ist zum Außenraum hin nicht abgeschlossen.

Die Sonderbereiche selbst werden an den Stellen, an denen sie nicht umschlossen sind, bis zur Begrenzung der vertikalen Projektion ihrer Überdeckung gemessen. Konstruktionsgrundflächen (KGF), die zwischen R und S liegen, sind Bereich R zuzuordnen.
Somit umfasst die BGF im Gegensatz zur Geschossfläche (GF) gemäß BauNVO sämtliche Geschosse eines Gebäudes einschließlich nicht als Vollgeschosse geltender Dachgeschosse und der unterirdischen Flächen (Kellerräume, Tiefgaragen etc.). Ausgenommen sind jedoch die Grundflächen von nicht nutzbaren Dachflächen und von konstruktiv bedingten Hohlräumen, z. B. in belüfteten Dächern oder über abgehängten Decken.
Fehlt in einem Geschoss teilweise der Fußboden als Abgrenzung zum darunterliegenden Geschoss, wie es beispielsweise der Fall ist, wenn ein sehr hohes Geschoss teilweise durch eine als Galerie ausgebildete Zwischenebene in der Höhe geteilt wird, dann wird der Luftraum des oberen Geschosses ebenfalls nicht berücksichtigt.
Fälschlicherweise und oft in Unkenntnis der einschlägigen DIN wird statt Brutto-Grundfläche der Begriff Bruttogeschossfläche verwendet, der jedoch in keiner Norm Verwendung findet und daher nicht anzuwenden ist.
Für Berechnungen nach dem Standard der Wertermittlungsrichtlinie mit NHK 2010 werden nicht überdeckte Bereiche sowie Balkone nicht zur BGF gezählt. Dabei sind die äußeren Maße der Bauteile in Fußbodenhöhe, einschließlich ihrer Bekleidung wie z. B. Putz, anzusetzen.

## Konstruktions-Grundfläche
Als Konstruktions-Grundfläche (KGF) versteht man die Summe der Grundflächen aller aufgehenden Bauteile. Dies umfasst also insbesondere die (nicht nutzbaren) Standflächen der Wände. Dabei sind die Fertigmaße der Bauteile in Fußbodenhöhe einschließlich Putz und raumhoher Bekleidungen anzusetzen. Die KGF darf auch als Differenz aus BGF und NRF ermittelt werden.

## Netto-Raumfläche
| 1 | Nutzungsfläche (NUF) | Wohnen und Aufenthalt                              |
| 2 | Nutzungsfläche (NUF) | Büroarbeit                                         |
| 3 | Nutzungsfläche (NUF) | Produktion, Hand- und Maschinenarbeit, Experimente |
| 4 | Nutzungsfläche (NUF) | Lagern, Verteilen und Verkaufen                    |
| 5 | Nutzungsfläche (NUF) | Bildung, Unterricht und Kultur                     |
| 6 | Nutzungsfläche (NUF) | Heilen und Pflegen                                 |
| 7 | Nutzungsfläche (NUF) | Sonstige Nutzflächen                               |
| 8 | Technikfläche (TF)   | Technische Anlagen                                 |
| 9 | Verkehrsfläche (VF)  | Verkehrserschließung und -sicherung                |

Unter Netto-Raumfläche (NRF) versteht man die Summe der nutzbaren Grundflächen eines Gebäudes. Zur Berechnung wird sie gemäß nebenstehender Tabelle nochmals in Nutzungsgruppen unterteilt in:
- die Nutzungsfläche (NUF) als zum sinngemäßen Gebrauch eines Gebäudes effektiv nutzbare Grundfläche
- die Technikfläche (TF), die der zur Unterbringung von zentralen haustechnischen Anlagen dient (z. B. Heizung, Maschinenraum für den Aufzug, Raum für Betrieb von Klimaanlagen)
- die Verkehrsfläche (VF), die dem Zugang zu den Räumen, dem Verkehr innerhalb von Gebäuden oder zum Verlassen im Notfall dient

Installations- und Aufzugsschächte mit lichtem Querschnitt über einem Quadratmeter werden nur noch den Ebenen als NRF zugerechnet, in denen sie begehbar sind. Ansonsten zählen sie zur Konstruktions-Grundfläche (KGF).

## Normen
- DIN 277 Grundflächen und Rauminhalte im Bauwesen
- ÖNORM B-1800 Ermittlung von Flächen und Rauminhalten von Bauwerken und zugehörigen Außenanlagen